# Copa del Rey 1911
Copa del Rey 1911 var den 10:e upplagan av den spanska fotbollscupen Copa del Rey.
Tävlingen startade den 9 april 1911 och avslutades den 15 april 1911 med finalen som hölls på Estadio Jolaseta i Getxo, där Athletic Bilbao vann med 3–1 över CD Español, vilket gav dem deras fjärde vinst.
13 lag var planerade att delta i turneringen, men tre lag drog sig ur före starten av turneringen och ytterligare tre under turneringens gång.

## Kontroverser
RC Deportivo de La Coruña och Academia de Ingenieros drog sig ur turneringen innan den startade. De var emot användningen av utländska spelare i lagen. Under turneringen fanns det flera protester och hot om att vissa lag skulle dra sig ur. Efter den första matchen i den första omgången mellan Athletic Bilbao och Fortuna Vigo, ifrågasatte Real Sociedad de Fútbol matchen och hävdade att Athletic Bilbao spelade illegala spelare, vilket var två engelska spelare. Fotbollsförbundet avslog yrkandet och Real Sociedad drog sig omedelbart ur turneringen. Resten av lagen stödde Real Sociedad och hotade även de att dra sig ur. Slutligen beslöt Athletic Bilbao inte använda de engelska spelarna i sina matcher, men vägrade att spela om matchen mot Fortuna.

## Matcher

### Inledande omgång
|  | 9 april 1911 | Athletic Bilbao | 2–0 | Fortuna Vigo | Josaleta Stadium, Getxo |  |
|  |              |                 |     |              |                         |  |
|  |              |                 |     |              |                         |  |
|  |              |                 |     |              |                         |  |

|  | 9 april 1911 | Bilbao FC | 2–1 | Academia de Artillería | Josaleta Stadium, Getxo |  |
|  |              |           |     |                        |                         |  |
|  |              |           |     |                        |                         |  |
|  |              |           |     |                        |                         |  |

### Kvartsfinaler
|  | 10 april 1911 | CD Español | 6–0 | Academia de Infantería | Josaleta Stadium, Getxo |  |
|  |               |            |     |                        |                         |  |
|  |               |            |     |                        |                         |  |
|  |               |            |     |                        |                         |  |

|  | 10 april 1911 | Academia de Caballería | 1–0 | Santander FC | Josaleta Stadium, Getxo |  |
|  |               |                        |     |              |                         |  |
|  |               |                        |     |              |                         |  |
|  |               |                        |     |              |                         |  |

|  | 12 april 1911 | FC Barcelona | 4–0 | Sociedad Gimnástica | Josaleta Stadium, Getxo |  |
|  |               |              |     |                     |                         |  |
|  |               |              |     |                     |                         |  |
|  |               |              |     |                     |                         |  |

|  | 12 april 1911 | Athletic Bilbao | 4–1 | Bilbao FC | Josaleta Stadium, Getxo |  |
|  |               |                 |     |           |                         |  |
|  |               |                 |     |           |                         |  |
|  |               |                 |     |           |                         |  |

### Semifinaler
|  | 14 april 1911 | Athletic Bilbao | 2–0 | Sociedad Gimnástica | Josaleta Stadium, Getxo |  |
|  |               |                 |     |                     |                         |  |
|  |               |                 |     |                     |                         |  |
|  |               |                 |     |                     |                         |  |

|  | 14 april 1911 | CD Español | spelades inte | Academia de Artilleria | Josaleta Stadium, Getxo |  |
|  |               |            |               |                        |                         |  |
|  |               |            |               |                        |                         |  |
|  |               |            |               |                        |                         |  |

### Final
|  | 15 april 1911 | Athletic Bilbao      | 3–1 | CD Español | Estadio Jolaseta, Getxo |                |
|  |               | Zuazo Guernica Smith |     | Neira      | Domare: Martyr          | Domare: Martyr |
|  |               |                      |     |            | Domare: Martyr          | Domare: Martyr |
|  |               |                      |     |            | Domare: Martyr          | Domare: Martyr |

| Vinnare av Copa del Rey 1911 |
| ---------------------------- |
| Athletic Bilbao 4:e titeln   |

### Fotnoter
1. ↑  Gimnástica Española klagade på att FC Barcelona använde målvakten Reñé. Fotbollsförbundet gav order om att matchen skulle spelas om, men FC Barcelona vägrade att göra det och påpekade Athletic Bilbaos användande av engelska spelare. FC Barcelona blev diskvalificerade och Gimnástica Española gick vidare till semifinal.
2. ↑  Sociedad Gimnástica drog sig ur matchen i andra halvlek, när Athletic ledde med 2–0, i protest för domarens överseende med Athletics ojusta spel.
3. ↑  Academia de Artilleria, ett militärlag, drog sig ur innan matchen eftersom de kallades till sitt regemente.